# کاپو د اورلاندو
کاپو د اورلاندو (به ایتالیایی: Capo d'Orlando) یک کومونه در ایتالیا است که در استان مسینا واقع شده‌است.

## خصوصیات
کاپو د اورلاندو ۱۴ کیلومترمربع مساحت و ۱۲٬۶۵۸ نفر جمعیت دارد و ۲ متر بالاتر از سطح دریا واقع شده‌است.